# Raguli
Il Raguli (in russo Рагули?) è un fiume della Russia europea meridionale, affluente di destra del Vostočnyj Manyč. Scorre nel Territorio di Stavropol'.
Il fiume scorre in direzione orientale e sfocia nel bacino Čograjskoe a 109 km dalla foce del Vostočnyj Manyč. Ha una lunghezza di 117 km, il suo bacino è di 1 060 km².